# Distrito de Fürth
Fürth es uno de los 71 distritos en que está dividido administrativamente el estado alemán de Baviera.

## Ciudades y municipios
| Ciudades                                         | Municipios |  |
| ------------------------------------------------ | --- |  |
| 1. Langenzenn 2. Oberasbach 3. Stein 4. Zirndorf | 1. Ammerndorf 2. Cadolzburg 3. Großhabersdorf 4. Obermichelbach 5. Puschendorf 6. Roßtal 7. Seukendorf 8. Tuchenbach 9. Veitsbronn 10. Wilhermsdorf |  |